# Formule 2 (rally)
Formule 2 of kortweg F2, refereert aan een pakket van regels gehanteerd in de rallysport. Deze klasse bevindt zich onder de Groep A reglementen, alleen zijn beperkt tot maximaal 2000cc en maken geen gebruik van turbo- en/of vierwielaandrijving. De klasse wordt inmiddels niet meer erkend in bijvoorbeeld het Wereldkampioenschap Rally.

## Geschiedenis
De Formule 2 klasse was oorspronkelijk een initiatief van autofabrikant Renault, begin jaren negentig. Het moest dienen als alternatief voor de vierwiel- turboaangedreven 2500cc Groep A auto's die op dat moment de kampioenschappen in de rallysport domineerden. Er waren immers ook veel autofabrikanten die enkel met voorwielaangedreven modellen op de markt kwamen. De overkoepelende organisatie FIA keurde het initiatief goed, en in 1993 werd de F2 klasse geïntroduceerd. Toch bleken de eerste versies van F2 auto's geen competitie te kunnen bieden aan de steeds meer gespecialiseerde Groep A auto's, waardoor Renault voor het eerst kwam aanzetten met speciale "Kit Cars"; waarin veel vrijheid verkregen werd in de spoorbreedte en het subframe. Ook de aerodynamische bodykits en het vleugelwerk waren hierin een opvallend detail.
Het enthousiasme van de FIA over de Formule 2 klasse was zodoende dat vanaf het seizoen 1993 ter stimulatie er een apart constructeurskampioenschap voor werd opengesteld in het Wereldkampioenschap Rally. De FIA ging nog een stap verder door vanaf het seizoen 1994 zelfs al bestaande WK-rally's aan te wijzen om enkel nog te dienen voor het F2 kampioenschap, waardoor deze officieel niet worden erkend als WK-rally. Verschillende rally's deden om het jaar rouleren met elkaar, waardoor er voor het eerst sprake was van een rotatiesysteem. Deze methode wist echter nooit populariteit te vergaren bij de organisaties van de rally's en de constructeurs die deelnamen aan het oorspronkelijke kampioenschap, en viel dan ook uit de gratie na afloop van het seizoen 1996. Een Formule 2 kampioenschap voor constructeurs werd echter behouden, alleen de ontwikkeling die de F2 auto's inmiddels doormaakte zorgde ervoor dat ze voornamelijk in de asfaltrondes een serieuze dreiging vormden voor de World Rally Car categorie, de voornaamste klasse in het wereldkampioenschap. Merken als Peugeot en Citroën streefde de regels tot op het maximale na, tot op het punt dat zij konden meedingen voor de overwinning; iets wat uiteindelijk in twee gevallen bewezen werd toen Philippe Bugalski de WK-rondes van Catalonië en Corsica won in een F2 Citroën Xsara Kit Car, in het seizoen 1999. Onder druk besloot de FIA daarom verdere homologaties van F2 auto's te verbieden, en na afloop van het seizoen 1999 werd het constructeurskampioenschap ook opgeheven.
De populaire klasse heeft daarna nog wel enige tijd doorgeleefd in enkele nationale kampioenschappen, waarin het in sommige gevallen nog steeds een kleine rol behoudt.

## Lijst van Formule 2 auto's
| Constructeur | Auto                        | Actief in WK |
| ------------ | --------------------------- | ------------ |
| Citroën      | Citroën ZX 16S              | 1995-1997    |
| Citroën      | Citroën Xsara Kit Car       | 1998-1999    |
| Ford         | Ford Escort RS2000          | 1994-1997    |
| Ford         | Ford Escort RS2000 Maxi     | 1998         |
| Hyundai      | Hyundai Coupé               | 1997-1998    |
| Hyundai      | Hyundai Coupé Evo 2         | 1998-1999    |
| Opel         | Opel Astra GSI 16V          | 1993-1996    |
| Opel         | Opel Astra Kit Car*         | 1999         |
| Nissan       | Nissan Sunny GTI            | 1994-1997    |
| Nissan       | Nissan Micra Kit Car        | 1997         |
| Nissan       | Nissan Almera Kit Car       | 1998         |
| Peugeot      | Peugeot 306 S16             | 1995         |
| Peugeot      | Peugeot 306 Maxi            | 1995-1998    |
| Renault      | Renault Clio Williams       | 1993-1994    |
| Renault      | Renault Clio Maxi           | 1995         |
| Renault      | Renault Mégane Maxi         | 1996-1999    |
| Seat         | Seat Ibiza GTI 16V          | 1994-1997    |
| Seat         | Seat Ibiza GTI 16V Evo 2    | 1998         |
| Škoda        | Škoda Favorit 136L          | 1993-1994    |
| Škoda        | Škoda Felicia Kit Car       | 1995-1997    |
| Škoda        | Škoda Octavia Kit Car       | 1997-1998    |
| Suzuki       | Suzuki Baleno Kit Car       | 1996-1999    |
| Vauxhall     | Vauxhall Astra Kit Car*     | 1998-1999    |
| Volkswagen   | Volkswagen Golf III Kit Car | 1997-1998    |
| Volkswagen   | Volkswagen Golf IV Kit Car  | 1999         |

* De Opel en Vauxhall Astra vielen onder hetzelfde project.

## Lijst van winnaars (F2 constructeurskampioenschap)
| Seizoen | Constructeur          | Auto                                        |
| ------- | --------------------- | ------------------------------------------- |
| 1999    | Renault               | Renault Mégane Maxi                         |
| 1998    | Seat                  | Seat Ibiza GTI 16V Seat Ibiza GTI 16V Evo 2 |
| 1997    | Seat                  | Seat Ibiza GTI 16V                          |
| 1996    | Seat                  | Seat Ibiza GTI 16V                          |
| 1995    | Peugeot               | Peugeot 306 S16                             |
| 1994    | Škoda                 | Škoda Favorit 136L                          |
| 1993    | General Motors Europe | Opel Astra GSI 16V                          |

Groep 1 · Groep 2 · Groep 3 · Groep 4 · Groep A · Groep B · Groep N · Groep S · Formule 2 · WRC · Super 1600 · Super 2000 · R2 · R3 · R4 · R-GT